# 貝爾米德 (新澤西州)
貝爾米德（英語：Belle Mead）是位於美國新澤西州薩默塞特縣的普查規定居民點。

## 人口
根據2020年美國人口普查的數據，貝爾米德的面積為10.45平方千米，當中陸地面積為10.44平方千米，而水域面積為0.01平方千米。當地共有人口5569人，而人口密度為每平方千米532.92人。